# Oswaldia flavipalpis
Oswaldia flavipalpis är en tvåvingeart som först beskrevs av Robineau-desvoidy 1863.  Oswaldia flavipalpis ingår i släktet Oswaldia och familjen parasitflugor.
Artens utbredningsområde är Frankrike. Inga underarter finns listade i Catalogue of Life.